# Bolbohamatum robustum
Bolbohamatum robustum es una especie de coleóptero de la familia Geotrupidae.

## Distribución geográfica
Habita en el Himalaya Asia.